# كريس لويس
كريس لويس (14 فبراير 1968 بجورج تاون في غيانا - ) (بالإنجليزية: Chris Lewis)‏ هو لاعب كريكت بريطاني. شارك مع منتخب إنجلترا للكريكت. أما مع النوادي، فقد لعب مع نادي مقاطعة سري للكريكت ‏ ونادي مقاطعة ليسترشاير للكريكت ‏ ونادي مقاطعة نوتنغهامشير للكريكت ‏.

## وصلات خارجية
- كريس لويس على موقع إي آس بي آن كريك إنفو (الإنجليزية)